# 김종덕 (대학 교수)
김종덕(金鍾德, 1957년 3월 28일 ~ )은 지난날 대한민국의 홍익대학교 시각디자인학과 전직 교수를 지낸 전직 정치인이다. 또한, 홍익대학교 공예학과(학사)를 나왔으며 최순실 등과는 나름 안정적으로 각별한 사이였던 그는 어언 2년간이 넘도록 박근혜 정부에서 제5대 문화체육관광부 장관을 역임하였다.

## 학력
- 경동고등학교 졸업
- 홍익대학교 공예과 학사
- Art Center College of Design Film 석사
- 서울대학교 대학원 언론정보학 박사

## 경력
- 1991년 ~ 2014년 : 홍익대학교 미술대학 디자인학부 교수
- 2000년 ~ 2005년 : 주)보라존 대표이사
- 2005년 ~ 2007년 : 아시아디지털아트앤 디자인학회 회장
- 2006년 ~ 2014년 : 홍익대학교 영상대학원 원장
- 2009년 ~ 2012년 : 홍익대학교 광고홍보대학원 원장
- 2010년 ~ 2011년 : 사단법인 한국디자인학회 학회장
- 2014년 8월 21일 ~ 2016년 9월 4일 : 제5대 문화체육관광부 장관